# Guidel Bambadinka
Ne doit pas être confondu avec Guidel, Bambadinca ou Bambadinka.
Guidel Bambadinka est un village du Sénégal situé en Basse-Casamance, à proximité de la frontière avec la Guinée-Bissau. Il fait partie de la communauté rurale de Boutoupa-Camaracounda, dans l'arrondissement de Niaguis, le département de Ziguinchor et la région de Ziguinchor.
Lors du dernier recensement (2002), le village comptait 377 habitants et 52 ménages.
La localité a été durement affectée par le conflit en Casamance, notamment par les mines antipersonnel qui continuent de faire des victimes.